# Mein Teil
"Mein Teil" é um single da banda alemã Rammstein. É o primeiro do álbum "Reise, Reise". Foi lançado em 26 de julho de 2004.
"Mein Teil" causou polêmica na Alemanha; devido a suas letras referentes ao caso de canibalismo de Armin Meiwes, a mídia apelidou a música de "Das Kannibalenlied" ("A canção do canibal"), isso ajudou a colocá-la em segundo lugar nas paradas musicais alemãs após o seu lançamento, no início de agosto de 2004. A música alcançou primeira posição nas paradas musicais da Espanha. "Mein Teil" foi indicada para Melhor Performance de Metal no 48º Grammy Awards, mas perdeu para "Before I Forget" do Slipknot.
Em alemão, "Mein Teil" pode ser traduzido como "Meu pedaço", "Minha parte" ou uma gíria para "Meu pênis".

## História e composição
A música é inspirada no caso de Armin Meiwes e Bernd Jürgen Armando Brandes. Em março de 2001, em Rotemburgo (Fulda), os dois homens de 40 anos se conheceram, cortaram e cozeram o pênis de Brandes e consumiram juntos. Mais tarde, Meiwes matou Brandes - com a permissão dele - e comeu seus restos mortais. Como resultado, Meiwes foi condenado a oito anos e meio de prisão por homicídio culposo, mas mais tarde foi acusado de homicídio e condenado à prisão perpétua. De acordo com o baixista Oliver Riedel, a música surgiu depois que "um de nossos membros trouxe um jornal para o ensaio e tinha uma história sobre o sujeito canibal. Ficamos fascinados, chocados e divertidos ao mesmo tempo". Till Lindemann declarou: "É tão doente que se torna fascinante e só tem que haver uma música sobre isso". Uma frase proeminente na música é "... denn du bist, was du isst, und ihr wisst, was es ist" ("Porque você é o que você come, e você sabe o que é").

## Videoclipe
O vídeo de "Mein Teil" foi dirigido por Zoran Bihać. Ele mostra Christoph Schneider vestido como a mãe de Armin Meiwes; Till recebendo sexo oral de um "anjo" (interpretada pela brasileira Luciana Regina) antes de comer suas asas e matá-la;  Flake realizando balé em estado alucinatório; Paul Landers tremendo, gritando violentamente e vagando pelo set em um estado frenético e enlouquecido; Richard Kruspe lutando violentamente com seu doppelgänger; Ollie contorcendo-se no chão em espasmos dolorosos com a pele coberta de pó branco; a banda lutando em uma pantano; e cinco dos membros da banda, enquanto se comportavam como cachorros, rastejando para fora da estação Deutsche Oper U-Bahn (metrô) enquanto eram mantidos em coleiras carregadas por Schneider. No início da canção no vídeo, a frase "Suche gut gebauten Achtzehn- bis Dreißigjährigen zum Schlachten - Der Metzgermeister" ("À procura de um bom carniceiro de 18 a 30 anos para abate - O mestre açougueiro") é falada, a voz na gravação é de Ollie, embora a versão do álbum da música não tenha este começo. A citação é tirada de um post online de Armin Meiwes. A controvérsia sobre "Mein Teil" levou a MTV alemã a restringir a veiculação do videoclipe para depois das 11 da noite.

## Performance ao vivo

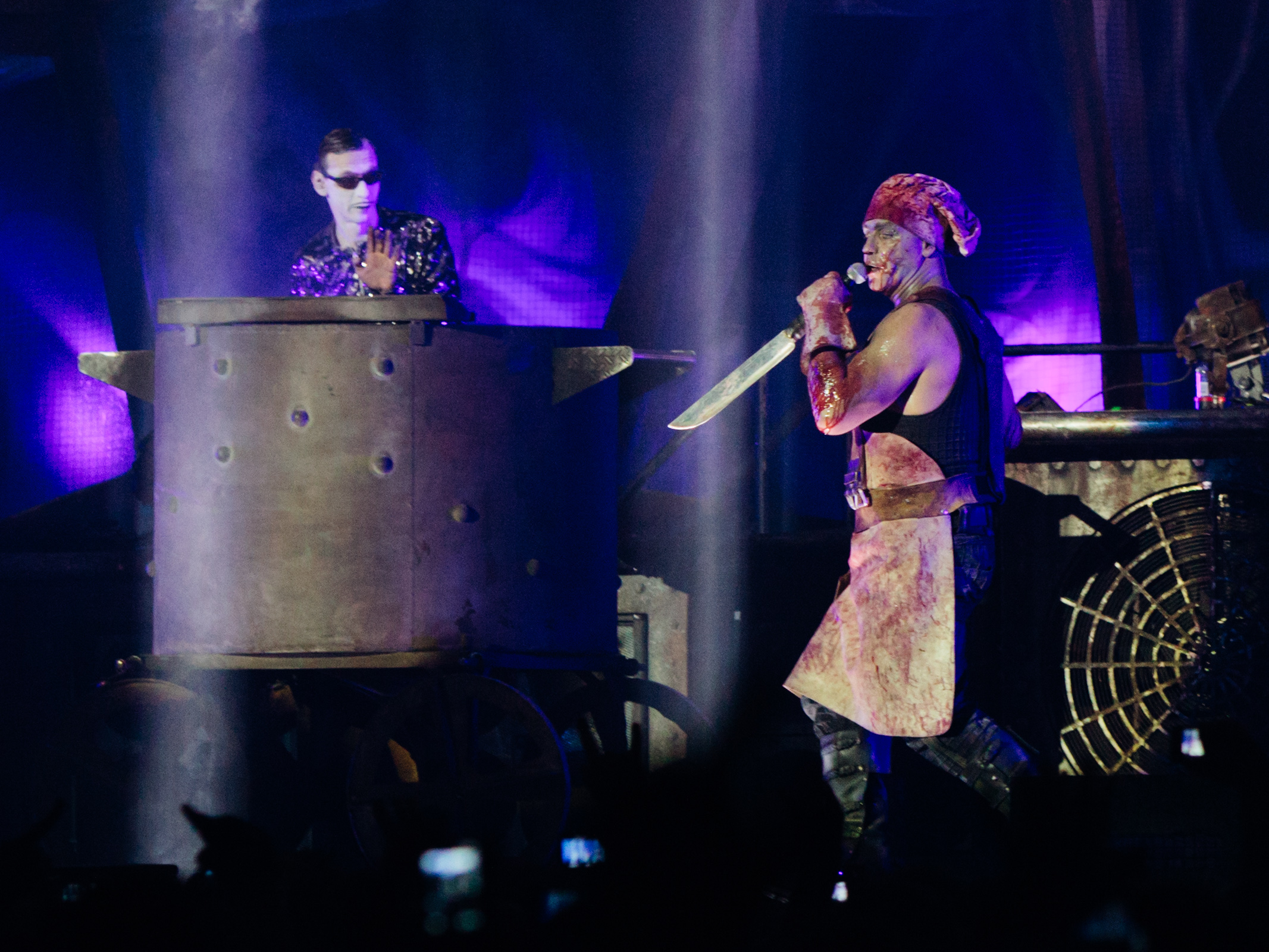
Rammstein performing "Mein Teil" live in London, 24 February 2012

A música estreou ao vivo em três concertos consecutivos para membros do fã-clube oficial, em outubro de 2004. Esta música é uma das mais notáveis apresentações ao vivo da turnê Reise, Reise de 2004 e 2005. A partir do acesso central para os bastidores, Till Lindemann aparece puxando um caldeirão gigante. Ele está vestido como um chef de cozinha manchado de sangue segurando um microfone com uma grande faca de açougueiro ligada ao final. Flake aparece de dentro do caldeirão, com cilindros de metal presos em seus braços e pernas, e toca o teclado dentro da panela durante a música. Após o segundo refrão, Till usa um lança-chamas e incendeia o fundo da panela, "cozinhando" Flake. Flake escapa da panela e começa a correr ao redor do palco com chamas saindo de seus braços e pernas, enquanto é perseguido por Till.
Quando Flake foi perguntado sobre como é realizar esta performance, ele disse: "É tranquilo. Só é doloroso. Embora não se possa respirar, porque então se inalaria as chamas e eu morreria". Devido a toda a performance teatral, a música geralmente se estende para 6 ou 7 minutos quando tocada ao vivo. Ela foi tocado em todos os shows da Ahoi Tour, mas foi excluida da Liebe für alle da Tour, um movimento que irritou muitos fãs. No entanto, ela retornou à setlist para a parte latino-americana da turnê em 2010, e em alguns shows em Auckland e Perth no festival Big Day Out e a etapa sul-africana da turnê em 2011, todas substituindo "Ich tu dir weh", exceto na etapa brasileira da turnê na América do Sul, onde ambas as músicas foram tocadas. A música retornou aos palcos da turnê Made in Germany 1995-2011. Eles excluíram novamente a performance ao vivo em 2016, até 2019, quando foi novamente incluída no setlist para sua turnê européia.

## Faixas
| N.º            | Título                                                           | Duração |  |
| 1.             | "Mein Teil" (Single Version)                                     | 4:23    |  |
| 2.             | "Mein Teil" (You Are What You Eat Edit por Pet Shop Boys)        | 4:07    |  |
| 3.             | "Mein Teil" (Return to New York Buffet Mix por Arthur Baker)     | 7:22    |  |
| 4.             | "Mein Teil" (There Are No Guitars on This Mix por Pet Shop Boys) | 7:20    |  |
| 5.             | "Mein Teil" (Video)                                              | 4:24    |  |
| Duração total: | Duração total:                                                   | 27:36   |  |

## Posição nas paradas
| Paradas (2004)                            | Posição |
| ----------------------------------------- | ------- |
| Austrália (ARIA)                          | 69      |
| Áustria (Ö3 Austria Top 40)               | 6       |
| Dinamarca (Tracklisten)                   | 6       |
| Finlândia (Suomen virallinen lista)       | 2       |
| França (SNEP)                             | 28      |
| Alemanha (Media Control AG)               | 2       |
| Hungria (Dance Top 40)                    | 40      |
| Espanha (PROMUSICAE)                      | 1       |
| Suécia (Sverigetopplistan)                | 8       |
| Suíça (Schweizer Hitparade)               | 11      |
| Reino Unido (The Official Charts Company) | 1       |
| Reino Unido (The Official Charts Company) | 61      |